# Simon Biwott
Simon Biwott (ur. 3 marca 1970) – kenijski lekkoatleta specjalizujący się w biegach długodystansowych, przede wszystkim w maratonie.

## Sukcesy sportowe
- zwycięzca biegów maratońskich m.in. w Berlinie (2000), Mediolanie (2000), Paryżu (2001) oraz Rotterdamie (2002)[1]

| Rok  | Miasto   | Zawody             | Konkurencja     | Wynik         |
| ---- | -------- | ------------------ | --------------- | ------------- |
| 1999 | Sewilla  | Mistrzostwa świata | bieg maratoński | 9. miejsce    |
| 2001 | Edmonton | Mistrzostwa świata | bieg maratoński | srebrny medal |

## Rekordy życiowe
- półmaraton – 1:01:27 – Monterrey 14/03/1999
- bieg maratoński – 2:06:49 – Berlin 29/09/2002